# Rien ne va plus (film, 1997)
Pour les articles homonymes, voir Rien ne va plus.
Pour plus de détails, voir Fiche technique et Distribution.
Rien ne va plus est un film franco-suisse réalisé par Claude Chabrol, sorti en 1997. Il raconte l'histoire d'un couple de modestes escrocs qui voyagent en camping car à travers la France, impliqués dans une arnaque qui les dépasse.
Le film suit un couple qui est spécialisé dans l'escroquerie et qui sévit en France. Ils repèrent un financier devant transporter plusieurs millions de francs suisses, d'où un jeu de séduction pour traquer leur nouvelle cible.

## Synopsis
Dans un casino, lors d'un congrès professionnel, Betty séduit un homme et il lui propose un verre. Elle le drogue, lui annonce qu'elle veut faire l'amour avec lui et il l’emmène dans sa chambre. Pendant qu'elle feint de se préparer dans la salle de bains, l'homme s'endort rapidement et Betty fait entrer Victor, qui a observé toute la scène depuis le bar. Ensemble, ils mettent en œuvre un stratagème bien établi pour dérober argent liquide et chèque à leur victime, sans toutefois que celui-ci ne pense à un vol à son réveil.
De retour dans leur camping car, le couple prépare sa prochaine cible : un congrès de dentistes à Sils Maria, en Suisse, deux semaines plus tard. Betty demande l'autorisation à Victor de partir quelques jours en vacances seule et lui propose de se retrouver directement au congrès. Elle va en effet retrouver Maurice, un homme naïf qu'elle avait commencé à séduire voilà un an, sans en parler à Victor. Maurice prépare un transfert de 5 millions de francs suisses vers la Guadeloupe, et Betty est persuadée qu'il a de mauvaises intentions, et compte s'enfuir avec l'argent qu'il convoie.
Victor élabore un plan : lors du vol aérien de Betty et Maurice pour la Guadeloupe, il se cachera dans les toilettes de l'avion et Betty échangera la mallette contre une autre, d'un modèle identique, pour subtiliser la sienne. Maurice laisse faire, car Betty lui a raconté les détails de l'opération et il veut s'amuser un peu en piégeant Victor. À l'arrivée, il réclame à Victor la mallette volée. Les mallettes n'ayant cependant jamais été échangées, Maurice croit au vrai-faux vol et donne sans le vouloir celle contenant l'argent.
À la Guadeloupe, Victor et sa fille Betty (la relation parentale n'est révélée qu'ici) se reposent. Soudain, ils sont arrêtés par des hommes armés qui leur demandent de rejoindre un certain Monsieur K, avec la mallette. Auparavant, Victor, sans se douter de ce futur contretemps, a eu juste le temps d'ouvrir la mallette et de prendre une partie de l'argent pour le placer dans son sac. À Sils Maria, il avait manipulé la mallette et déduit que le code de déverrouillage était simplement composé des numéros de la carte bancaire de Maurice, qu'il mémorise comme des numéros de département, raillant l'inconscience de ce dernier.
Chez Monsieur K, Betty constate que Maurice a été tué, une aiguille plantée dans l'œil. K révèle qu'il était le patron de Maurice et qu'il le surveillait. Maurice ne pouvant ouvrir la mallette, K et ses hommes de main l'ont torturé et tué : Maurice a tout raconté mais ne pouvait connaître le code de la mauvaise mallette. K en a alors fait forcer l'ouverture mais elle ne contenait qu'une année d'exemplaires du Figaro.
Il demande le code de la vraie mallette à Maurice et Betty sous peine de les tuer, et Betty finit par les donner. Un sbire de K indique qu'il manque plus de 2 millions de francs suisses. Betty leur suggère que Maurice s'est servi. K la croit et les fait relâcher sur une plage, non sans que Victor soit passé à tabac. Betty se réveille seule sur la plage et, à l'hôtel, constate que Victor est parti avec l'argent, lui laissant une lettre justifiant cette séparation, pour éviter que Monsieur K les retrouve.
À la fin (un carton ironise sur le changement de siècle), Betty retrouve Victor retiré en Suisse, paraplégique, conséquence de son passage à tabac. Il explique qu'il s'ennuie profondément et souhaite sa compagnie. Betty, qui ne lui pardonne pas de l'avoir roulée, n'est pas dupe de la paraplégie que son père simule pour l'apitoyer et refuse. Elle le quitte malgré ses suppliques, mais se ravise et lui revient.

## Fiche technique
- Titre original : Rien ne va plus
- Titre anglais : The Swindle
- Réalisation : Claude Chabrol
- Scénario : Claude Chabrol
- Musique : Matthieu Chabrol
- Direction artistique : Françoise Benoît-Fresco
- Décors : Françoise Benoît-Fresco
- Costumes : Corinne Jorry, Paule Mangenot
- Photographie : Eduardo Serra
- Son : Jean-Bernard Thomasson, Claude Villand
- Montage : Monique Fardoulis
- Production : Marin Karmitz
  - Production associée : Jean-Louis Porchet, Gérard Ruey
  - Production déléguée : Marin Karmitz, Véronique Cayla
- Budget : 60 millions de francs
- Sociétés de production :
  -  TF1 Films Productions, Rhône-Alpes Cinéma
  -  CAB Productions, TSR, Teleclub
- Société de distribution : MK2 Diffusion
- Pays d'origine :  France,  Suisse
- Langue originale : français
- Format : couleurs - 35 mm - 1,66:1 - Dolby Surround
- Genre : comédie dramatique, thriller
- Durée : 105 minutes
- Date de sortie :
  - France : 15 octobre 1997

## Distribution
- Michel Serrault : Victor
- Isabelle Huppert : Betty
- François Cluzet : Maurice
- Jean-François Balmer : Monsieur K
- Jean Benguigui : le gangster
- Jackie Berroyer : Chatillon
- Henri Attal : le vendeur grec
- Thomas Chabrol : l'employé suisse
- Marie Dubois : Dédette
- Mony Dalmès : Signora Trotti
- Eric Bonicatto : un délégué
- Pierre-François Duméniaud : un délégué
- Greg Germain : l'homme bavard
- Nathalie Kousnetzoff : la femme blonde
- Pierre Martot : un délégué
- Yves Verhoeven : le pickpocket
- Emmanuel Guttierez : le barman du Park Hotel
- Gunther Germain : l'ami du bavard
- Maurice Debranche : le chauffeur de taxi à la Guadeloupe
- Stefan Witschi : le maître d'hôtel en Suisse
- Rodolphe Ittig : le dentiste belge
- Dodo Deer : le dentiste hongrois
- Barbara Magdalena Ahren : la femme du dentiste hongrois
- Alexander Seibt : l'employé du télésiège
- James Hauduroy : le barman de l'hôtel Waldhaus
- Elie Axas : l'hôtesse de l'air
- Gilbert Laumord : le grand noir
- Yvon Crenn : un mafieux
- Brygida Ochaim : la danseuse
- Philippe Dana : un congressiste

## Production
Marie Dubois fait ici son avant-dernière participation dans un film, dans un très court rôle, crédité comme participation amicale.
Une partie de tournage, durant trois semaines, fut effectuée en Suisse, auprès de l'Hôtel Waldhaus (Sils).

### Bande originale
La musique originale est composée par Matthieu Chabrol. On entend également un extrait de La Nuit transfigurée d'Arnold Schoenberg (1899), et du final de Tosca, opéra de Giacomo Puccini (1899-1900, dans une interprétation dirigée par Giuseppe Sinopoli en 1992), avec notamment la citation dans le dialogue de Mirella Freni . ainsi que les chansons It's a Long Way to Tipperary (1912) et Changez tout de Michel Jonasz (1975).

## Accueil
La réception critique contraste avec La Cérémonie, la précédente réalisation du cinéaste, considérée comme une de ses meilleures. Le film est comparé à Ernst Lubitsch.
DVD Classik salue le film qui contient des allusions contemporaines à la fiscalité suisse, à l'affaire Dutroux et au néo-colonialisme.

« Trouble in Chabroland. Fidèle à sa dialectique, Claude Chabrol fait donc succéder à un chef-d’œuvre, La Cérémonie, ce qu’il a coutume d’appeler lui-même "une couillonnerie". Fondé sur la littérature de gare, les chromos de romans-photos, la laideur des mauvais téléfilms, Rien ne va plus ne fait que refléter vainement ces clichés et finit par ressembler à du Mocky auteuriste.
Comme Hitchcock avant lui, il est devenu un expert en publicité, tirant profit de sa tête malicieuse et de son physique débonnaire. Quand le film est réussi, il s'efface ; quand il est raté, il paie de sa personne, monte au créneau et trouve le truc marketing qui permettra de faire passer la pilule. Pour Rien ne va plus, où il est un peu question de jeu et de chiffres, Chabrol et Marin Karmitz son fidèle producteur ont inventé le leurre génial du "cinquantième film de Claude Chabrol". [...] Avec un peu de chance et pas mal de complaisance, l’opération devrait fonctionner correctement. »

— Les Inrocks, Frédéric Bonnaud

« Gonflé, Chabrol ! Désinvolte, il s'offre une dernière demi-heure carrément délirante, comme si son film se déréglait de l'intérieur. Le duo se retrouve en Guadeloupe, piégé dans un imbroglio mafieux. Pastiche de polars du dimanche soir, le face-à-face goguenard avec le dangereux Balmer (grand numéro !), flanqué de lascars patibulaires, est un joyau de non-sens. Rien ne va plus est, paraît-il, le cinquantième film de Chabrol. Celui qui tourne plus vite que son ombre savait qu'il serait attendu au tournant par les distributeurs de lauriers. Et comme les anniversaires et les célébrations, ce n'est pas sa tasse de thé, c'était le moment où jamais, surtout après La Cérémonie (plus sombre, plus "auteur"), de ressortir l'habit du parfait déconneur. Inutile de dire que ça lui va toujours comme un gant. Jubilé peut enfin rimer avec jubilation... »

— Télérama, Jacques Morice, octobre 1997

« L'existence peut manquer de talent. Chabrol, jamais. Il nettoie la conversation des demi-vérités qui l'encombrent. Empile les mots d'esprit. Avoue un pragmatisme qui céda parfois à la fumisterie. Au cœur de ses 50 films - oui, 50 films - gît le plaisir. Celui de manipuler son monde, de tourner, de s'en mettre, dans les bonnes tables du coin, plein le cornet. Plaisir, enfin, de rigoler. Car le rire fou de Chabrol, 67 ans, dit tout, et d'abord le recul, qui chez lui confine à l'hygiène de vie.
S'amuserait-on? Affirmatif, colonel Victor. Rien ne va plus lorgne du côté de Lubitsch, du cynisme tordant, du trafic de sentiments. C'est un jeu sophistiqué sur la ruse et l'argent virtuel.
Quoi d'autre? Ah oui, comme d'habitude, Rien ne va plus se fiche de l'intrigue (d'où plusieurs baisses de régime) pour privilégier la forme (dialogues étincelants), voire les lueurs, comme le doigt cassé, donc tendu, de Victor lorsqu'il grugera Monsieur K. »

— L'Express, Sophie Grassin, 16 octobre 1997

## Distinctions
- Festival de Saint-Sébastien 1997 :
  - Coquille d'or du meilleur film.
  - Coquille d'argent du meilleur réalisateur pour Claude Chabrol.
- Prix Lumière du meilleur acteur pour Michel Serrault en janvier 1998.
- AFI Fest 1998 : sélection pour le Grand Prix du Jury.